# 마곡대교
마곡대교(麻谷大橋)는 대한민국의 서울특별시 강서구 마곡동과 경기도 고양시 덕양구 현천동을 잇는 철도교이다. ● 인천국제공항철도 디지털미디어시티역-마곡나루역 구간에 있다. 철도교지만 '철교'가 아닌 '대교'를 사용한다.
총 연장은 2,393m이며 이 중에서 한강을 횡단하는 구간은 1,090m이고 그 외에 강북 접속교 1,010m, 강남 접속교 293m로 구성되어 있다. 한강을 횡단하는 다리 중 네번째로 건설된 철도 전용 교량으로 도로교와 철도교를 통틀어서 가장 길며, 방화대교와 가양대교 사이에 있다. 2004년 인천국제공항철도 2단계 구간(김포공항역 - 서울역) 공사 당시에 착공하여 2010년 12월 29일에 개통되었다.